# Château de Corail

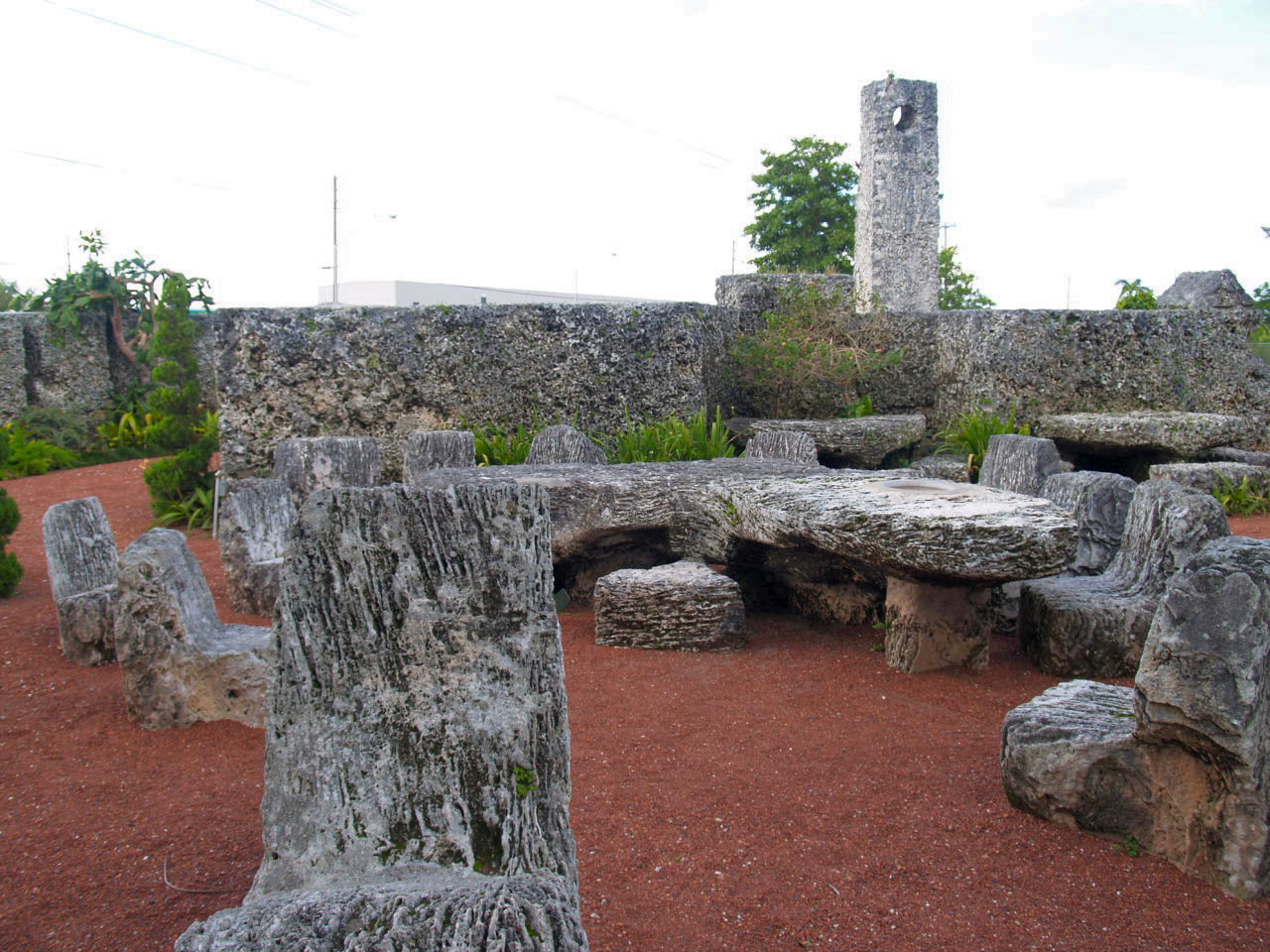
Une des parties du château avec la table Floride

Le Château de Corail (Coral Castle) est une structure en blocs de corail créée par Edward Leedskalnin et située en Floride, au nord de la ville de Homestead.

## Histoire
Edward Leedskalnin est né en 1887 à Riga (Lettonie).
À l'âge de 26 ans, il allait épouser Agnes Scuffs, 16 ans ; mais celle-ci, la veille du mariage, préféra lui « faire faux bond ». Quelques années plus tard, Edward émigra en Amérique du Nord (Canada puis États-Unis) ; atteint alors d'une forme de tuberculose, il déménagea vers les régions chaudes de Floride en 1919. Ne s'étant jamais remis de sa séparation douloureuse d'avec Agnes, il entreprit, 28 ans durant, la construction d'un château de blocs de  corail, dédié à son amour de jeunesse, pour sans doute l'impressionner.

## Mythes et réalités autour de la construction

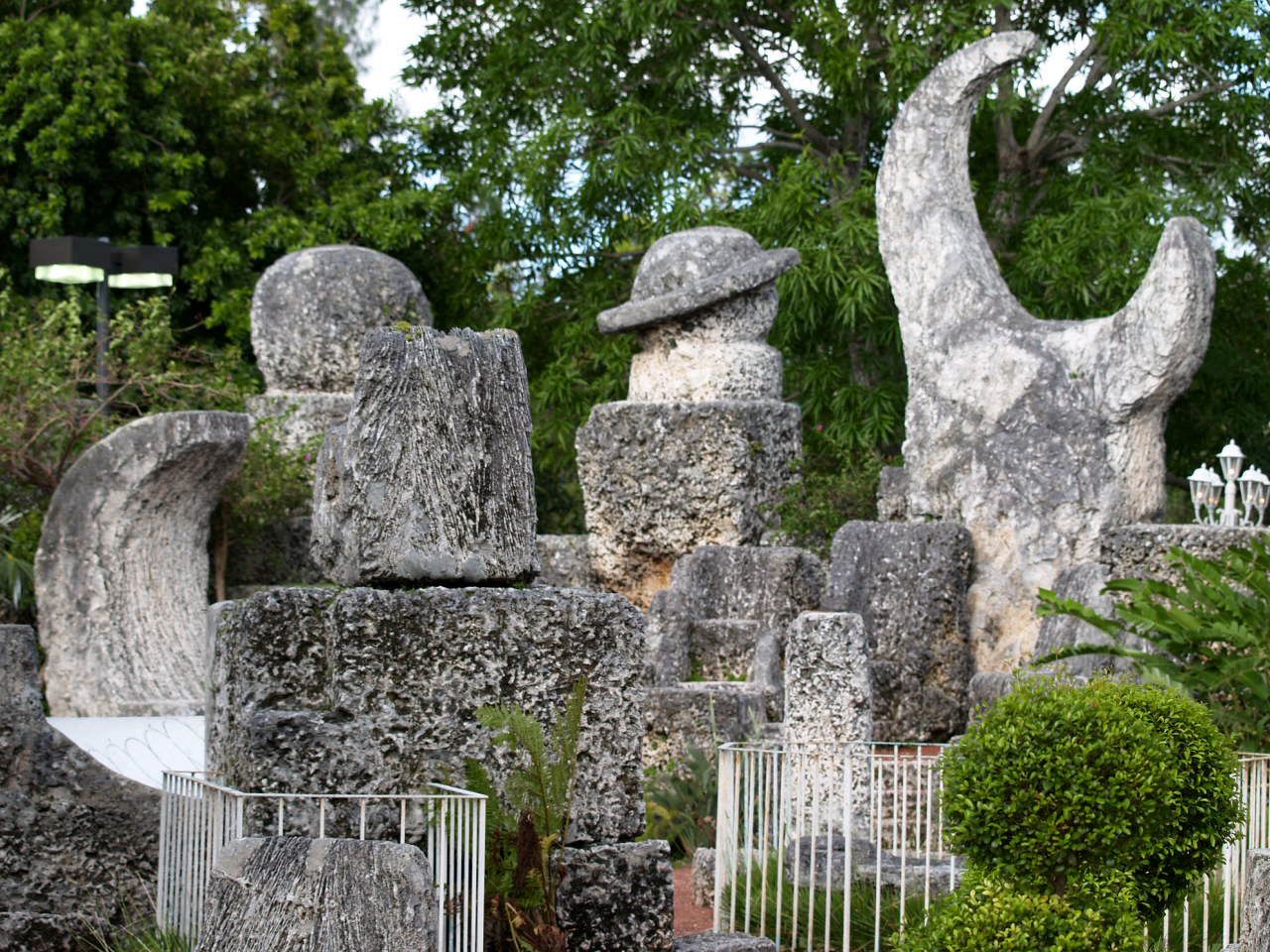

Leedskalnin, qui pesait environ 40 kg pour 1,50 m, aurait travaillé seul, et essentiellement de nuit, à l'abri des regards. Selon le site officiel du château, le mystère reste entier quant à la technique qu'il utilisa pour découper, déplacer, sculpter et positionner des blocs de pierre dont certains pèsent jusqu'à 30 000 kg, dont une porte de 9 tonnes . Le seul outil dont l'utilisation serait connue avec certitude est une grue en bois. 
Pour Benjamin Radford, rédacteur en chef de la revue Skeptical Inquirer, s’il est admis que Leedskalnin ne fit pas appel à des techniques modernes de levage (c’est-à-dire postérieures aux années 1920), on se trompe cependant en imaginant que des outils modernes soient indispensables pour déplacer de grands blocs de corail. De plus, l’on n’est pas sans savoir que d’énormes poids peuvent être déplacés par une ou deux personnes se servant des lois élémentaires de la physique. Il existe des photos montrant les trépieds, poulies et treuils employés au château de corail et l'on sait que le corail étant poreux, de gros blocs de cette matière sont en fait moins lourds qu'ils le ne paraissent.
Pour rajouter à la confusion et au mystère autour du château, des enfants auraient affirmé avoir épié Leedskalnin et vu ce dernier déplacer les blocs de pierre comme de vulgaires ballons ; ce qui entraîna diverses théories sur le fait que Leedskalnin aurait eu recours à l'antigravité, au magnétisme voire à des ondes sonores harmoniques. Leedskalnin, pour sa part, déclara qu'il avait « percé le secret de la construction des pyramides égyptiennes ». Cependant, pour Benjamin Radford, la comparaison avec les pyramides d’Égypte ne tient pas : il y a de grandes différences de matériau, de poids et de complexité de mise en œuvre entre les dalles de corail du château et les énormes blocs des pyramides de Gizeh. Si les scientifiques ne se sont pas penchés sur le château, c’est probablement parce qu’il n’y a pas grand chose à expliquer. Le mystère est simplement le fait de gens mal informés qui rejettent une explication trop terre à terre à leur goût pour un mythe fantaisiste.

## Visites guidées
Lorsque le château fut achevé, Leedskanin organisa des visites guidées. Des touristes lettons le visitèrent et son château gagna en notoriété dans son pays d'origine. Lorsqu'il fut interrogé sur les motivations quant à la construction de son œuvre, il déclara, se tournant vers l'est vers la Lettonie, qu'il voulait simplement qu'Agnes (qu’il appelait Sweet Sixteen) entende parler de sa construction, vienne la voir et se rende compte de l'amour qu'il témoignait encore à son égard. Mise au courant, Agnes Scuffs déclara à son tour : « Je ne voulais pas l'épouser à 16 ans et je ne veux pas l'épouser maintenant ». Leedskalnin mourut quelques années plus tard, en 1951, laissant derrière lui une histoire d'amour inachevée et son château de corail. Cette histoire a inspiré la chanson Sweet Sixteen (1987) au chanteur britannique Billy Idol.
Le château, toujours debout, est devenu une attraction touristique du sud de la Floride.